# Camelia Potec
Camelia Alina Potec (Brăila, 19 de fevereiro de 1982) é uma nadadora romena, campeã olímpica na prova dos 200 metros livres em Atenas 2004.